# Jessica Lutz
Jessica Joy Lutz (* 24. Mai 1989 in Thal SG) ist eine ehemalige US-amerikanisch-schweizerische Eishockeyspielerin, die international für die Schweizer Eishockeynationalmannschaft der Frauen spielte.

## Werdegang
Nach ihrem Bachelor-Abschluss an der University of Connecticut zog Lutz in das Geburtsland ihres Vaters und wohnte zunächst bei ihrer Schwester. Um für die Schweizer Nationalmannschaft spielberechtigt zu sein, musste sie mindestens zwei Jahre in der Schweiz spielen und entschied sich daher für diesen Schritt.
In den Spielzeiten 2010/11 und 2011/12 spielte Lutz für den DHC Langenthal in der Leistungsklasse A, anschließend für ein Jahr beim EV Bomo Thun. Bei letzterem war sie in der Saison 2012/13 Topscorerin. Anschließend kehrte sie nach Washington D.C. zurück, spielte für ein gemischtes Amateurteam (Ronin) und arbeitete als Barista. Parallel bereitete sie sich selbständig auf das olympische Eishockeyturnier vor.
Lutz war zwischen 2012 und 2014 Mitglied der Schweizer Eishockeynationalmannschaft der Frauen und spielte mit dieser an den Olympischen Winterspielen 2014 in Sotschi. Die Mannschaft gewann Bronze im Spiel gegen Schweden, Lutz schoss in dem Spiel das Führungstor.
Lutz wuchs in Rockville, Maryland, auf. Sie besitzt die doppelte Staatsbürgerschaft (Schweiz und USA). Ihr Vater ist Schweizer. Jessica Lutz hat für das Collegeteam der UConn Huskies gespielt.